# Exoftàlmia
L'exoftàlmia (també anomenada proptosi ocular) és un protrusió de l'ull que surt anteriorment de l'òrbita. L'exoftàlmia pot ser bilateral (com es veu sovint en la malaltia de Graves) o unilateral (com es veu sovint en un tumor orbitari). També és possible a causa d'un traumatisme o inflor del teixit circumdant resultant d'un trauma.
En el cas de la malaltia de Graves, el desplaçament de l'ull es deu a una deposició anormal del teixit connectiu a l'òrbita i als músculs extraoculars que es poden visualitzar mitjançant TC o RMN.
Si no es tracta, l'exoftàlmia pot provocar que les parpelles no es tanquin durant el son, provocant sequedat i danys a la còrnia. Una altra possible complicació és una forma de enrogiment o irritació anomenada "queratoconjuntivitis límbica superior", on la zona per sobre de la còrnia s'inflama com a conseqüència d'un augment de la fricció quan parpelleja. El procés que causa el desplaçament de l'ull també pot comprimir el nervi òptic o l'artèria oftàlmica, cosa que provoca ceguesa.